# Анна Фельденцская
Анна Фельденцская (12 ноября 1540 — 30 марта 1586) — маркграфиня Баден-Дурлаха в браке с Карлом II Баден-Дурлахским, сорегент своего сына Эрнста Фридриха в 1577—1584 годах.

## Биография
Анна была старшим ребёнком графа Рупрехта фон Пфальц-Фельденца (1506—1544) и Урсулы Сальм-Кирбургской (1515—1601).
1 августа 1558 года в Гейдельберге она вышла замуж за маркграфа Баден-Дурлаха Карла II. Она был второй брак для Карла. Как и муж, Анна была лютеранкой и воспитала детей в этой вере.
Когда её муж умер, их сыновья ещё не достигли несовершеннолетия. Она исполняла обязанности опекуна и регента с 1577 года, пока её сын Эрнст Фридрих не достиг совершеннолетия в 1584 году. Её сорегентами были курфюрст Пфальца Людвиг VI и герцог Вюртемберга Людвиг III.
В 1584 году Баден-Дурлах был разделён: её старший сын Эрнст Фридрих получил бо́льшую часть и стал маркграфом Баден-Дурлаха. Её второй сын Якоб получил Баден-Хахберг и поселился в Эммендингене. Он перешёл в католицизм в 1590 году и сделал католическую веру официальной в своих владениях. Однако вскоре он умер от отравления мышьяком, и Баден-Хахберг отошёл к его брату Эрнсту Фридриху.
Когда Эрнст Фридрих умер в 1604 году, все части Бадена были воссоединены под управлением самого младшего сына Анны Георга Фридриха.

## Дети
У Анны Фельденцской было шестеро детей:
1. Доротея Урсула (1559—1583)

муж (с 1575) — герцог Людвиг III Вюртембергский (1554—1593)
1. Эрнст Фридрих (1560—1604), маркграф Баден-Дурлаха

жена (с 1585) — принцесса Анна Ост-Фрисландская (1562—1621)
1. Якоб (1562—1590), маркграф Баден-Хахберга

жена (с 1584) — графиня Елизавета Кулемборг-Палландтская (1567—1620)
1. Анна Мария (1565—1573)
2. Елизавета (1570—1611)
3. Георг Фридрих (1573—1638), маркграф Баден-Дурлаха

1-я жена (с 1592) — графиня Юлиана Урсула Сальмская (1572—1614)
2-я жена (с 1614) — графиня Агата Эрбахская (1581—1621)
3-я жена (с 1621) — Елизавета Штольц (ум. 1652), морганатический брак